# 扎爾甘
扎爾甘是伊朗的城市，位於該國南部札格羅斯山脈東南部，由法爾斯省負責管轄，距離首府設拉子20公里，海拔高度1,584米，2006年人口19,861。